# Rhinolophus hilli
Rhinolophus hilli es una especie de murciélago de la familia Rhinolophidae.

## Distribución geográfica
Es endémica de Ruanda.

## Hábitat
Su hábitat natural son: sabanas áridas, cuevas, y los lugares subterráneos.

## Estado de conservación
Se encuentra amenazada de extinción por la pérdida de su hábitat natural.